# Eurytoma enicospilusi
Eurytoma enicospilusi är en stekelart som beskrevs av Jean Risbec 1952. Eurytoma enicospilusi ingår i släktet Eurytoma och familjen kragglanssteklar.
Artens utbredningsområde är Madagaskar. Inga underarter finns listade i Catalogue of Life.